# Tazz
Peter Senerchia (nascut l'11 d'octubre de 1967) és un lluitador professional retirat, comentarista de lluita lliure i presentador de ràdio estatunidenc conegut com a Tazz, (originalment Tazmaniac i més tard escurçat simplement a Taz). Traballà per a la World Wrestling Entertainment on feia de comentarista per a la marca Extreme Championship Wrestling (WWE). Actualment en Tazz és presentador i locutor de ràdio al seu programa de ràdio o podcast anomenat The Taz Show, el qual guanyà amplis reconeixements i tracta sobre l'actualitat esportiva de la lluita lliure i altres disciplines esportives relacionades.
De la seva carrera de lluita lliure és probablement recordat per la seva etapa a Extreme Championship Wrestling, on va guanyar el ECW igual que (kayfabe) va a crear el FTW Championship. La seva carrera en World Wrestling Entertainment va a arribar a la seva fi en 2002 quan, per culpa de les lesions greus, va haver de retirar-se de les accions en el ring i prendre la seva posició actual com a comentarista, primer per a la marca de Smackdown!, després ECW.

## Carrera
Senerchia va debutar en la lluita lliure professional a Puerto Rico el 1987, després de ser entrenat per Johnny Rodz. Él va
lluitar com Kid Krusk abans de canviar-se el nom artístic a Tazmaniac, el qual usaria freqüentment per a la resta de la seva carrera. A principis dels 90, com "The Tasmaniac", va lluitar per a International World Class Champioship Wrestlig i va retenir el Campionat Pes Lleuger de la IWCCW durant sis mesos el 1991.